# Міжнародна небесна система координат
Міжнаро́дна небе́сна систе́ма координа́т (англ. International Celestial Reference System, ICRS) — система небесних координат, яку було ухвалено на 23 з'їзді Міжнародного астрономічного союзу 1997 року. З 1 січня 1998 року система є стандартною. 
Набір домовленостей та основних принципів побудови системи:
- Початком координат є барицентр Сонячної системи;
- Система максимально наближена до інерційної, її осі зафіксовано в просторі відносно надвіддаленіших об'єктів Всесвіту;
- Координати ICRS такі ж, як екваторіальні епохи J2000.0 (у межах похибок)[1].

Таким чином, координати в цій системі не залежать від обертання Землі навколо власної осі, від річного обертання Землі навколо Сонця та від явищ прецесії і нутації земної осі.
Створення системи було пов'язано з необхідністю збільшення точності астрономічних спостережень (до 0,001″).

## Історія
В екваторіальній системі небесних координат координат основною площиною є небесний екватор — проєкція земного екватора на небесну сферу. Ця система відліку визначається розташуванням осі обертання Землі. Координати в цій системі не залежать від добового обертання Землі навколо своєї осі й залишаються практично незмінними. 
Проте, як помітив ще Гіппарх у II ст. до н. е., екваторіальні координати з часом зазнають повільних змін. Відповідне явище отримало назву прецесії (випередження рівнодення). За сучасними даними величина таких змін становить близько 50″ на рік, що менше роздільної здатності людського ока (близько 1′ = 60″). Проте різниця накопичується й протягом десятиріч стає добре помітною. Для врахування цього явища астрономи запровадили поняття епохи спостережень. 
У 18 сторіччі англійський астроном Джеймс Бредлі відкрив явища аберації світла та нутації земної осі, що викликають невеликі (близько 20″) періодичні зміни координат на небесній сфері. 
Майже одночасно з Бредлі його співвітчизник Едмунд Галлей звернув увагу на зміни розташування на небосхилі кількох яскравих зір порівняно з каталогом Птолемея, від часу складання якого тоді минуло півтори тисячі років. Наприклад, найяскравіша зоря земного неба — Сіріус — зсунулася майже на півтора діаметра Місяця на південь відносно сусідніх зір, а найяскравіша зоря північного неба — Арктур - на два діаметри. Такі відхилення не можна було пояснити помилками каталогу Птолемея, які не перевищували чверті діаметра Місяця. Невдовзі відповідні зміни в розташуванні зір було підтверджено безпосередньо вимірами. Так було відкрито власний рух «непорушних» зір. За сучасними даними найбільший власний рух має зоря Барнарда — близько 10″ на рік.
1838 року Фрідріх Вільгельм Бессель вперше визначив паралакс об'єкта, що перебуває поза межами Сонячної системи. Це була зоря 61 Лебідь, її паралакс становив близько 0,3″. У подальшому було визначено паралакси деяких інших зір, усі вони не перевищували 1″.  
Вплив атмосфери (зокрема рефракція та мерехтіння) обмежують точність наземних вимірів на рівні 0,1″ (десята частка кутової секунди). Тому метод паралаксу за наземними спостереженнями дозволяв визначати відстані лише до найближчих зір і то з похибкою понад 10%. Для переважної ж більшості зір паралакси були в межах похибок вимірювання, тобто визначити відстань до них за цим методом було неможливо.
Ситуація принципово змінилася в другій половині 20-го сторіччя. 
Спочатку було розроблено методи радіоінтерферометрії з наддовгими базами (РНДБ), що дозволило подолати принципові обмеження дифракції та досягти небаченої раніше точності у 0,001″ (кутова мілісекунда) у спостереженнях квазарів.
Водночас із розвитком космонавтики виникла можливість уникнути впливу атмосфери та гравітації, що обмежують роздільну здатність оптичних телескопів.
В астрономів з'явилася можливість значно підвищити точність визначення паралаксів та власних рухів віддалених об'єктів, але постала проблема відокремити їх від змін власне координатної системи, що мали значно більшу величину та похибку. 
18 сесія Міжнародного Астрономічного союзу (1983) визнала, що врахування нерівномірності руху Землі та пов'язаною з нею системи координат потребує відповідних зусиль.
1992 року було рекомендовано взяти за початок відліку барицентр Сонячної системи, а осі системи зафіксувати відносно позагалактичних об'єктів, очікуваний власний рух яких настільки малий, що ним можна знехтувати. Більшість таких джерел — це квазари, що є найвіддаленішими (у сучасному розумінні) об'єктами Всесвіту, невелика кількість активних ядер галактик та джерел типу BL Ящірки. Їх координати за даними спостережень у радіохвилях були відомі з похибкою менше кутової мілісекунди. 

## Реалізації системи
Проблема реалізації системи полягає в тому, що основні точки та площини системи координат (головний полюс, екватор, точка відліку прямих піднесень на екваторі) на небі ніяк не позначено. Отже, для практичного використання системи потрібно обрати на небосхилі деяку кількість опорних точок, визначити та зафіксувати їх координати. Тому в астрометрії розрізняють систему координат взагалі (англ. Reference System) та опорну координатну систему (англ. Reference Frame) зокрема. 
Система координат — це визначення початку відліку, фундаментальних площин (або осей), констант, а також моделей та алгоритмів, що застосовуються для перетворення між даними спостережень та координатними даними. 
Опорна координатна система складається з набору визначених на небі точок разом із їх координатами, що слугують практичною реалізацією системи. 
Більшість сучасних астрономічних спостережень здійснюються за допомогою приладів, поле зору яких досить обмежене. Тому бажано, щоб опорні точки перебували в полі зору будь-якого астрономічного інструменту. Отже, вони мають досить щільно та рівномірно вкривати все небо. Протягом XX-го сторіччя астрономами було створено низку фундаментальних каталогів (каталоги фундаментальних або опорних зір), координати та власний рух яких визначено максимально точно. Проте точність цих вимірів значно поступалася вимірам у радіохвилях.
Першу реалізацію Міжнародної небесної системи координат було побудовано 1995 року за результатами РНДБ у радіодіапазоні та вона отримала назву ICRF (англ. International Celestial Reference Frame) — Міжнародна небесна опорна система координат.
Поки співвідношення між оптичною опорною системою та опорною системою у радіодіапазоні було встановлено не досить точно, за рекомендацією Міжнародного астрономічного союзу 1991 року попередньою реалізацією міжнародної небесної системи координат в оптичному діапазоні вважався фундаментальний каталог FK5.  
1997 року Міжнародний астрономічний союз вирішив, що необхідні умові виконані каталогом Hipparcos.
Після цього ICRS було ухвалено як стандартну.
Таким чином міжнародну небесну систему координат було реалізовано у вигляді двох опорних координатних систем:
- ICRF — опорна система координат у радіодіапазоні, на основі вимірів 212 позагалактичних джерел випромінювання (здебільшого квазарів);
- HCRF — опорна система координат в оптичному діапазоні, на основі каталогу Hipparcos. Вона розширювала та поліпшувала систему J2000.0 (FK5) зберігаючи її орієнтацію у цілому (координати відрізняються лише в межах похибок), проте реалізована на новому, набагато вищому рівні точності.

Однак, сучасна астрономія здійснює спостереження не лише у видимому світлі, а й у інших діапазонах електромагнітних хвиль (інфрачервоному,  ультрафіолетовому, рентгенівських та гамма-променях). Отже, опорні координатні системи мало бути створено в кожному з цих діапазонів.